# البروباغاندا والهند في الحرب العالمية الثانية

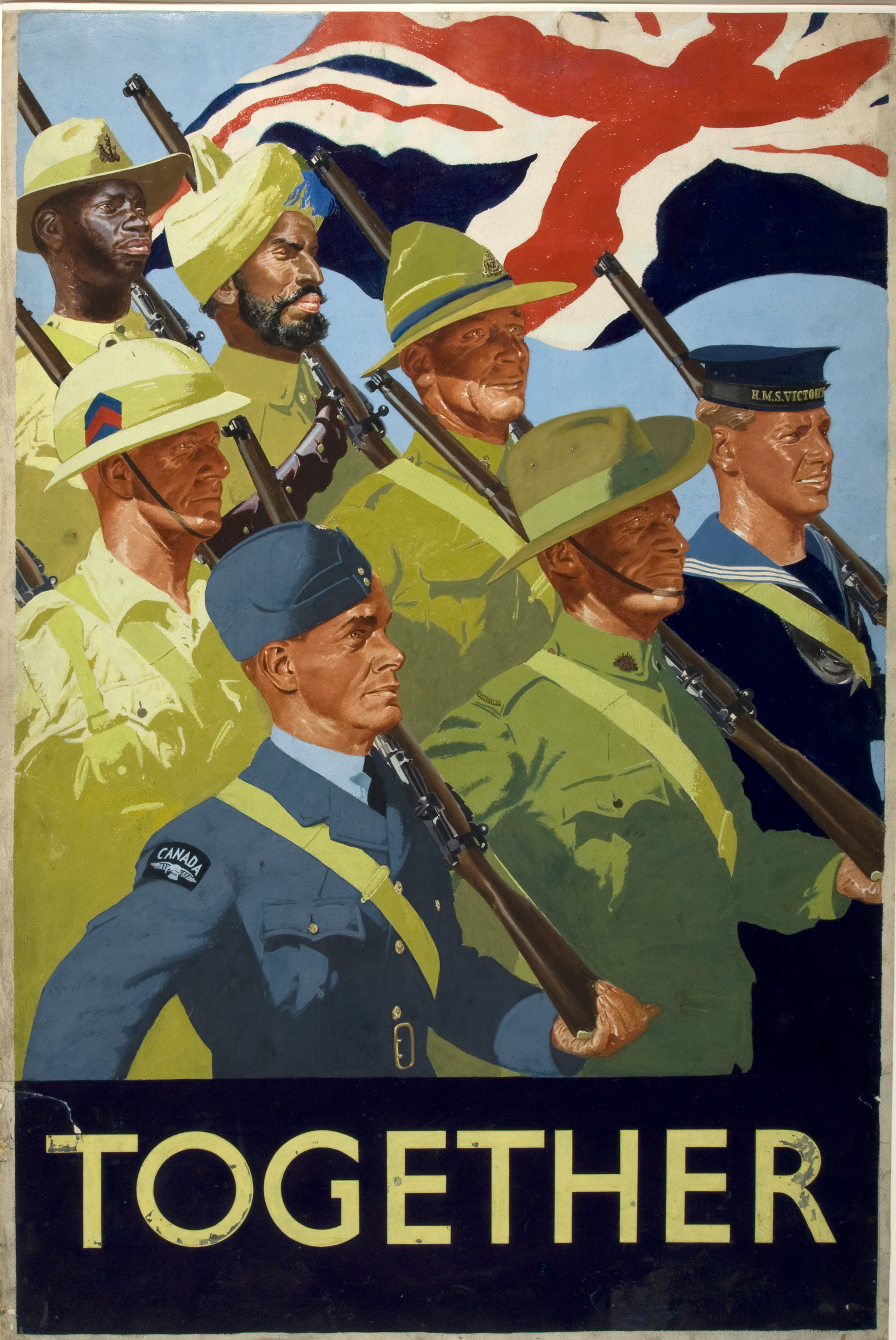

استخدم كل من المحور والحلفاء، خلال الحرب العالمية الثانية، الدعاية للهيمنة على آراء المدنيين والجنود الهنود، بينما طبق القوميون الهنود في نفس الوقت، الدعاية داخل وخارج الهند، لتعزيز قضية استقلال الهند.

## دعاية الحلفاء في الهند

### الدعاية البريطانية في الهند
كان مكتب الشرق الأقصى مسؤولًا عن جميع الحملات الدعائية العلنية في الهند، وعن طباعة المنشورات والصحف التي ستوزع هناك. نفذت الأركان العامة في الهند (جي إتش كيو)، الدعاية على الجنود الهنود في الخطوط الأمامية.
نُشرت غالبية الحملات الدعائية البريطانية عبر الصحف والإذاعة ونشرات الأخبار المطبوعة والمناشير. حملت إحدى الصحف الإخبارية عنوان «هامارا هيندوستان» وكانت صحيفة أسبوعية من أربع صفحات، تحتوي على قصص عن التقدم المحرز في الحرب في أوروبا وآسيا، إضافة إلى خرائط وصور. طُبعت هذه الورقة بالأردية، ونُشرت لأول مرة في أوائل عام 1944، من قبل جي إتش كيو في الهند. ركزت العديد من المناشير والصحف بشكل خاص على القوات الهندية في نهاية الحرب.

## دعاية المحور في الهند

### الدعاية الألمانية في الهند
تردد الألمان في بداية الحرب العالمية الثانية، بشأن التورط مع الهند لأنها كانت جزءًا من الإمبراطورية البريطانية. كان سوبهاس تشاندرا بوس الدافع الرئيسي للألمان وقوى المحور لإطلاق حملات الدعاية هناك. كان بوس قائدا قوميا هنديا بارزا، وقد التمس مساعدة قوى المحور خلال الحرب العالمية الثانية على أمل تحقيق الاستقلال عن البريطانيين. أنشأ بوس–بمساعدة النازيين- محطة إذاعية دعائية تسمى راديو آزاد هند أو إذاعة الهند الحرة. جاء بيان بوس الأول في إذاعة آزاد هند في 28 فبراير عام 1942.
كان الموضوع الرئيسي لهذا البث هو معاداة بريطانيا، والمؤيدين للقومية، بما في ذلك تصريحات مثل «قد تكون الإمبريالية البريطانية عدو اليوم، بالنسبة للأمم الأخرى، ولكن بالنسبة للهند، فهي العدو الأزلي... واقفًا في أحد مفترقات الطرق من تاريخ العالم، أعلن رسميًا باسم جميع الهنود محبي الحرية في الهند وخارجها، أننا سنواصل محاربة الإمبريالية البريطانية حتى تصبح الهند مرة أخرى عشيقة مصيرها. أثناء هذا الصراع، وفي إعادة الإعمار الذي سيلي ذلك، سوف نتعاون بصدق مع كل من سيساعدنا في الإطاحة بالعدو المشترك... ساعة الخلاص في الهند في متناول اليد».
كتب جوزيف غوبلز، وزير دعاية الرايخ، بعد هذا البث: «سنبدأ الآن معركتنا الرسمية بالنيابة عن الهند». أُذيع البث عدة مرات على محطات المحور الإذاعية في جميع أنحاء العالم، وعلى ما لا يقل عن عشر محطات للمحور في الهند. واصل بوس البث في إذاعة آزاد هند، مركزًا بشكل رئيسي على استقلال الهند والمواضيع المعادية لبريطانيا والحلفاء.
استندت ألمانيا، بصرف النظر عن بوس، على أي تعاطف مع أفكارهم، خصوصًا في البنغال. امتلك الألمان كتاب هتلر (كفاحي)، الذي تُرجم لجميع اللغات الهندية الرئيسية من أجل نشر معتقداتهم. وأرسلوا مطبوعات مؤيدة للنازية إلى الصحف والأندية الألمانية.

### الدعاية اليابانية في الهند
نظر اليابانيون إلى الهند باعتبارها جزءًا محتملًا من منطقة الازدهار المشترك شرق آسيا الكبرى، وخططوا من بداية الحرب لتدمير القوات الهندية. أرادوا تنظيمًا مستقلًا مؤيدًا للهند في المكان، بحلول الوقت الذي هاجموا فيه الولايات المتحدة، وساعدوا في إنشاء الجيش الوطني الهندي «آي إن إيه». وافق اليابانيون على المساعدة والتعاون والتحالف بشكل كامل، بعد إنشاء الجيش الوطني الهندي. واعتبر اليابانيون سوبهاس تشاندرا بوس زعيمًا محتملًا للـ«آي إن أَي».
أُنجزت الدعاية اليابانية للقوات الهندية من خلال المناشير والإذاعة بصورة أساسية. وُزّعت النشرات على القوات الهندية، خاصة على طول المنطقة الحدودية، وحثّتهم على الانضمام إلى اليابانيين والمساعدة في تحرير الهند. رُكّبت المحطة الإذاعية «الهند الحرة» في سايغون، ما شجع الهنود على الوقوف ضد المعتدين بينما كان البريطانيون ضعفاء ومنهمكين في أماكن أخرى. وجرى إعداد أجهزة إرسال «استقلال الهند» في بانكوك وسنغافورة، كما هو الحال مع «محطة هندية إسلامية».

## خارج الهند

### الدعاية البريطانية ضد القوات الهندية
كان الغرض الرئيسي من الدعاية البريطانية الموجهة للقوات الهندية هو الحفاظ على الروح المعنوية الهندية، ومواجهة دعاية المحور. طورت الحكومة البريطانية حملة دعائية تضم مناشير وبرامج إذاعية للقوات الهندية التي انضمت إلى الألمان واليابانيين، لمواجهة منشورات الدعاية الخاصة بالمحور التي أُسقطت على القوات الهندية. كانت حملة المنشورات ناجحة بشكل خاص، إذ قاتل العديد من الجنود الهنود ضد الاستسلام البريطاني متأثرين بالمناشير. ارتفع عدد مناشير حملة المنشورات إلى 1.5 مليون منشور مُلقى شهريًا، على جنود الجيش الوطني الهندي الذين كانوا يقاتلون من أجل المحور، في عام 1944. وُزِّع العديد من المناشير التي تضمن مرورًا آمن للهنود الذين يقاتلون ضد الحلفاء المستسلمين، وحذرت من مخاطر التعاون مع العدو.
أثر البريطانيون على تلك القوات الهندية التي تقاتل مع اليابانيين من خلال تشغيل الموسيقى اليابانية على مكبرات الصوت بجانب التقارير عن الهزائم اليابانية، والدعوة إلى الهروب. استخدم البريطانيون الشائعات والتلميحات في المناشير، لإحباط معنويات القوات الهندية المتحالفة مع اليابانيين.

### دعاية المحور ضد القوات الهندية
أعدّ النازيون عددا من المناشير ضد القوات الهندية في الجيش البريطاني. ركزت في المقام الأول على تذكيرهم باضطهادهم من قِبل البريطانيين في وطنهم وتشجيعهم على الفرار والاصطفاف بجانب المحور. وُزّعت هذه المناشير بعدة لغات من لغات شبه القارة الهندية.

### الدعاية القومية المعادية للهند في الولايات المتحدة
عارضت وشككت الولايات المتحدة الأمريكية في الدعاية الأجنبية، بعد بداية الحرب العالمية الثانية. لم يمنع ذلك بريطانيا العظمى من تنظيم حملة دعائية جارية في الولايات المتحدة بما يتعلق بالهند.
تعاطفت الولايات المتحدة مع الدعوات لاستقلال الهند، باعتبارها مستعمرة سابقة للإمبراطورية البريطانية. بذل الرئيس روزفلت ضغوطًا مستمرة على رئيس الوزراء تشرشل للتوصل إلى تسوية سياسية مع الهند منذ منتصف عام 1941. وقد جاء الضغط من حزب المؤتمر الوطني الهندي (الكونغرس الهندي)، والصين، وحزب العمال في بريطانيا.
هدفت الدعاية البريطانية بشأن الهند في الولايات المتحدة، إلى إقناع الرئيس فرانكلين ديلانو روزفلت، بأنه لا يوجد بديل قابل للتطبيق.
بدأت الحملة في عام 1942. أصدرت السفارة البريطانية في واشنطن العاصمة، ومصادر الحكومة البريطانية والهندية، ابتداء من يناير 1942، منشورات دعائية للصحافة الأمريكية. أُطلقت هذه الدعاية بشكل خاص استعدادًا للإعلان عن عرض كريبس، وهو اقتراح غير مشروط للحكم الذاتي الهندي. أعطت الدعاية البريطانية الموضوعة في الصحف الأمريكية بخصوص العرض، انطباعا بأن القوميين الهنود سيرفضونه.
شملت المواضيع في حملة الدعاية:
- الخبرة البريطانية في الهند.
- سِجلّ بريطانيا في الهند والروابط التاريخية للبلاد.
- تعقيدات المجتمع الهندي.
- فكرة عدم وجود بديل للحكم البريطاني في الهند.
- المسؤولية البريطانية تجاه الهند وشعبها.
- جهود بريطانيا لمنح الهند قدرًا من الحكم الذاتي.

تشويش سمعة القيادة القومية الهندية، خصوصًا وصف قادة مثل نهرو، بسياسيين ومفكرين سُذَّج، أو احتمال قابليتهم للبقاء كقادة عالقين في الأَسر، وتضليلهم من قبل موهانداس كرمشاند غاندي.
تشويه سمعة موهانداس كرمشاند غاندي.
وشملت أساليب تشتيت الدعاية، استخدام وسائل الإعلام الأمريكية لتشتيت الأفكار المعادية للهند، وتشتيت أو دعم نشر الكتب القومية المعادية للهند، والتأثير على القادة السياسيين المهمين، بمن فيهم الرئيس روزفلت، الذي كان له علاقة طويلة مع رئيس الوزراء تشرشل.
كانت إحدى نتائج حملة الدعاية البريطانية في الولايات المتحدة هي رد الفعل العنيف ضد بريطانيا بعد قمعها لحركة «اخرجوا من الهند» المستلهمة من غاندي. لم تكن الحملة ناجحة في النهاية، لأن الرأي العام الأمريكي كان مؤيدًا لاستقلال الهند.

## الدعاية القومية الهندية في الولايات المتحدة
تحدى القادة القوميون الهنود دعاية بريطانيا بشأن الهند في الولايات المتحدة، من خلال نشر الكراسات، والمجلات، والمقالات في الصحف والفعاليات. وكان أكبر كُتيّب شهري بعنوان «الهند اليوم» ونشرته رابطة الهند في أمريكا. كان هذا الكُتّيب فرصة لنشر حجج حزب المؤتمر الهندي القومي، المؤيدة للاستقلال، ولا سيما الزعيم جواهر لال نهرو.
نشرت رابطة الهند في أمريكا، بعضًا من صحف الفضائح في عام 1942، بعناوين مثل «الهند: موقعها في عالم متغير»، و «العاصفة على الهند»، و «هل يمكن للهنود أن يجتمعوا؟»، ولم تؤثر هذه المنشورات بشكل كبير على الرأي العام الأمريكي. أكد إعلان على صفحة كاملة برعاية رابطة الهند، والمنشور في واشنطن بوست في 19 مايو عام 1943 على أن «وقت الوساطة هو الآن»، وقد ذكر أسماء الأمريكيين المؤثرين الذين دعموا استقلال الهند، وقدموا أسبابًا لأهمية ذلك.
عقدت رابطة الهند أيضا الفعاليات، بما في ذلك التجمعات في نيويورك وبوسطن وواشنطن العاصمة.
ونشرت الحركة المؤيدة للهند أفكارها في العديد من المنشورات، وبشكل أساسي في مجلة صوت الهند، ومن خلال مقالات كتبها صحفيون متعاطفون وأكاديميون.